# Papers in Palaeontology
Papers in Palaeontology — міжнародний науковий журнал, спеціалізований з палеонтології.